# 阿特里帕尔达
阿特里帕尔达（義大利語：Atripalda），是意大利阿韦利诺省的一个市镇。总面积8.53平方公里，人口11149人，人口密度1307.0人/平方公里（2009年）。ISTAT代码为064006。